# Fluent
Fluent è un software commerciale per la fluidodinamica computazionale (CFD) di largo utilizzo in molti settori dell'industria e del mondo accademico, basato sul metodo ai volumi finiti.
Viene associato ai software collegati Gambit e TGrid per la generazione delle griglie di calcolo.
Attualmente è tra i software leader mondiali del mercato per la CFD.